# شارل شيبييه
شارل شيبييه (بالفرنسية: Charles Chipiez)‏ (1835-1901) هو مهندس معماري ومؤرخ فرنسي. كتب مع جورج بيرو وصفًا للإنجازات المعمارية القديمة. كما عمل رسومات افتراضية للآثار القديمة.

## معرض صور

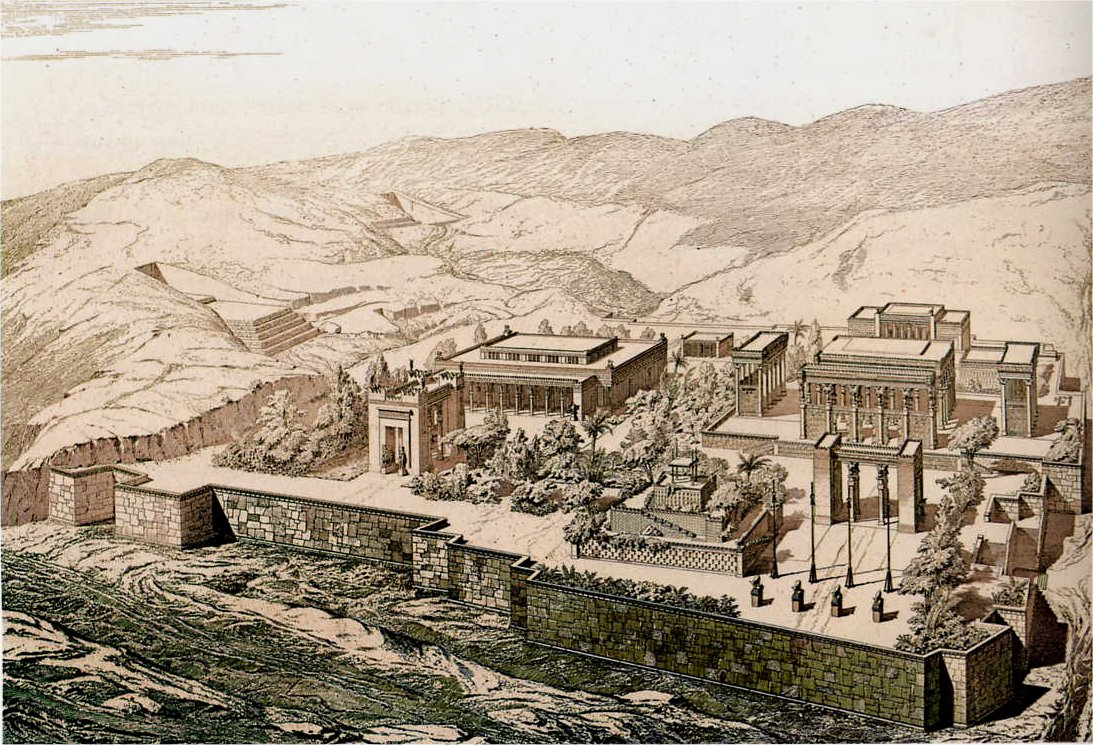
برسيبوليس
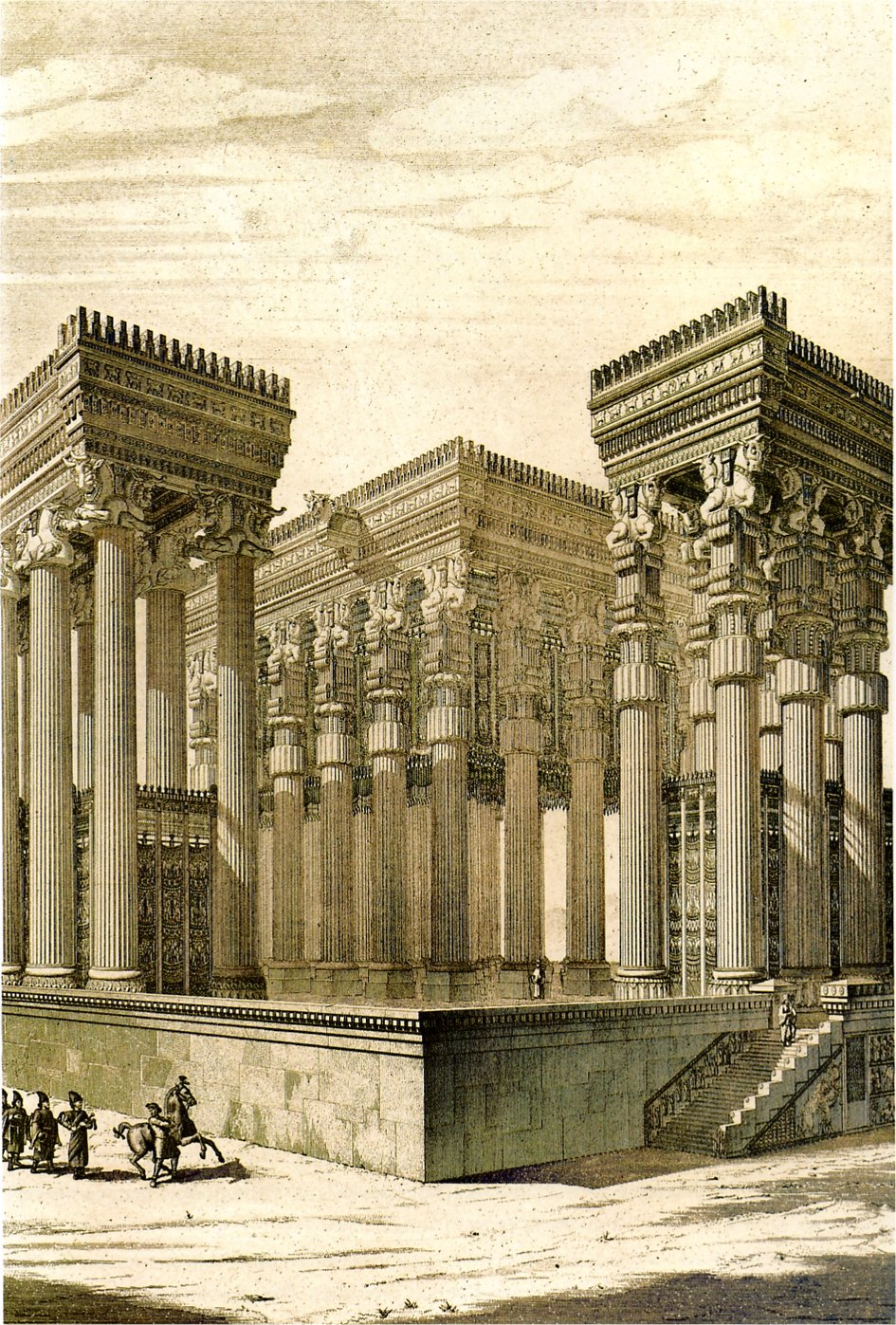
أبادانا
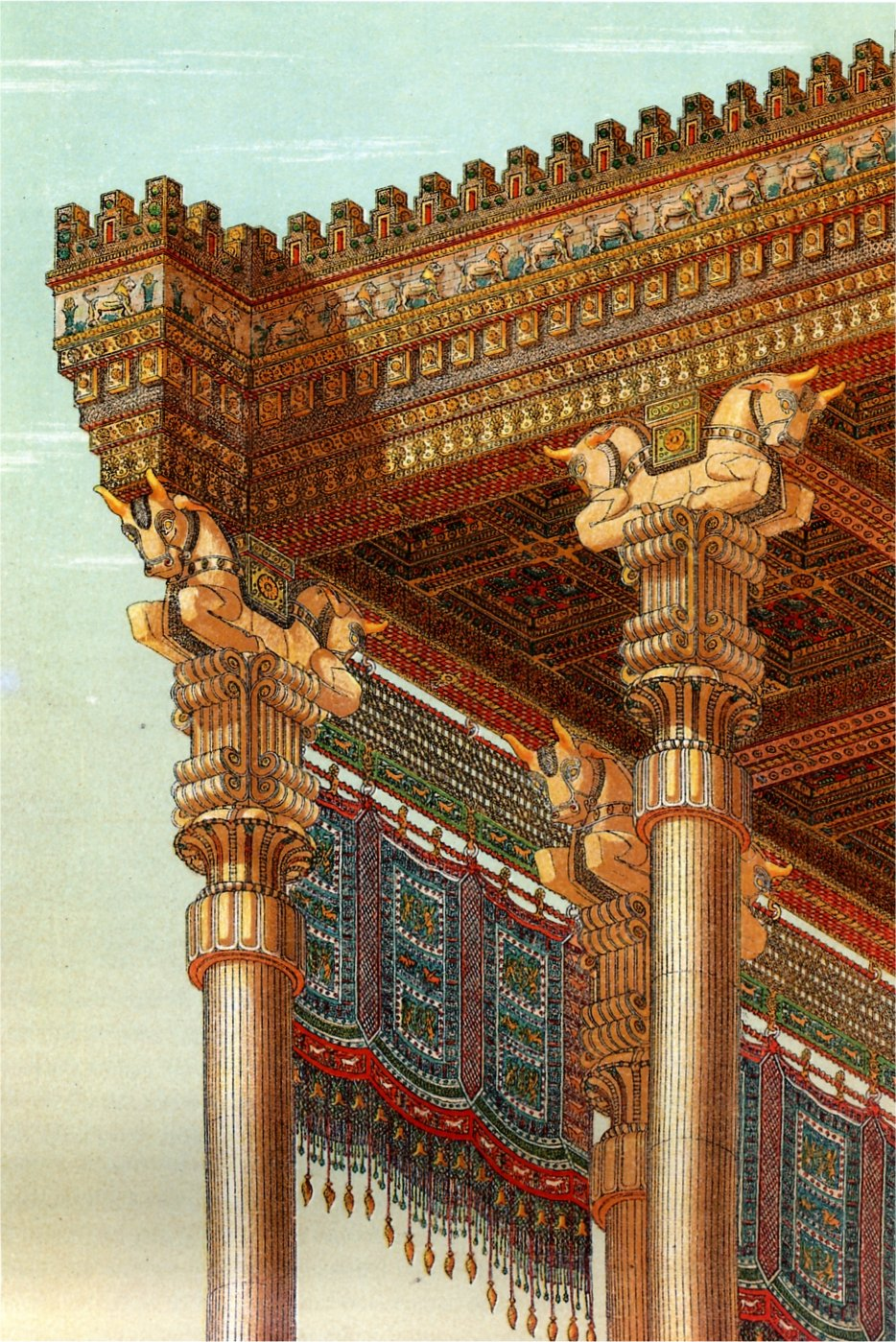
أبادانا